# Harmandina sinensis
Genre
Espèce
Harmandina sinensis, unique représentant du genre Harmandina, est une espèce d'opilions eupnois de la famille des Sclerosomatidae.

## Distribution
Cette espèce est endémique du Gansu en Chine.

## Description
L'holotype mesure 3,3 mm.

## Étymologie
Son nom d'espèce, composé de sin[a] et du suffixe latin -ensis, « qui vit dans, qui habite », lui a été donné en référence au lieu de sa découverte, la Chine.

## Publication originale
- Schenkel, 1953 : « Chinesische Arachnoidea aus dem Museum Hoangho-Peiho in Tientsin. » Boletim do Museu Nacional de Rio de Janeiro (Nova Série, Zoologia), vol. 119, p. 1-108.